# Pipizella speighti
Pipizella speighti är en tvåvingeart som beskrevs av Verlinden 1999. Pipizella speighti ingår i släktet rotlusblomflugor, och familjen blomflugor. Inga underarter finns listade i Catalogue of Life.